# 1998年冬季残疾人奥林匹克运动会瑞士代表团
1998年冬季残疾人奥林匹克运动会瑞士代表团是瑞士派出的1998年冬季残疾人奥林匹克运动会代表团。获得10枚金牌、5枚银牌和8枚铜牌。